# Montanay
Montanay är en kommun i departementet Rhône i regionen Auvergne-Rhône-Alpes i östra Frankrike. Kommunen ligger i kantonen Neuville-sur-Saône som tillhör arrondissementet Lyon. År 2022 hade Montanay 3 270 invånare.

## Befolkningsutveckling
Antalet invånare i kommunen Montanay
| Referens: INSEE |